# Intelligent by
En intelligent by (engelsk: smart city) er et teknologisk moderne byområde, der bruger forskellige typer elektroniske metoder, stemmestyringsmetoder og sensorer til at indsamle specifikke data . Informationen, der opnås fra data, bruges til at administrere aktiver, ressourcer og tjenester effektivt; til gengæld bruges data til at forbedre driften på tværs af byen. Dette omfatter data indsamlet fra borgere, enheder, bygninger og aktiver, der behandles og analyseres for at overvåge og styre trafik- og transportsystemer, kraftværker, forsyningsselskaber, vandforsyningsnetværk, affald, kriminalitetsefterforskning, informationssystemer, skoler, biblioteker, hospitaler og andre kommunale tjenester. Intelligente byer defineres som intelligente såvel på den måde, hvorpå deres regeringer udnytter teknologien, som i hvordan de overvåger, analyserer, planlægger og styrer byen.
Intelligente byer integrerer informations- og kommunikationsteknologi (IKT) og forskellige fysiske enheder forbundet til tingenes internet (IoT) for at optimere effektiviteten af byens drift og tjenester og komme i kontakt med borgerne. Intelligent byteknologi giver byens embedsmænd mulighed for at interagere direkte med både lokalsamfundet og byens infrastruktur og overvåge, hvad der sker i byen, og hvordan byen udvikler sig. IKT bruges til at forbedre kvaliteten, ydeevnen og samvirket af bytjenester, reducere omkostninger og ressourceforbrug og øge kontakten mellem borgere og myndigheder. Intelligente byer er udviklet til at styre bystrømme og give mulighed for realtidssvar. En intelligent by kan derfor være mere parat til at reagere på udfordringer end en med et konventionelt "transaktionelt" forhold til sine borgere. Alligevel forbliver begrebet i sig selv uklart i dets detaljer og er derfor åbent for mange fortolkninger.